# 北區大會堂

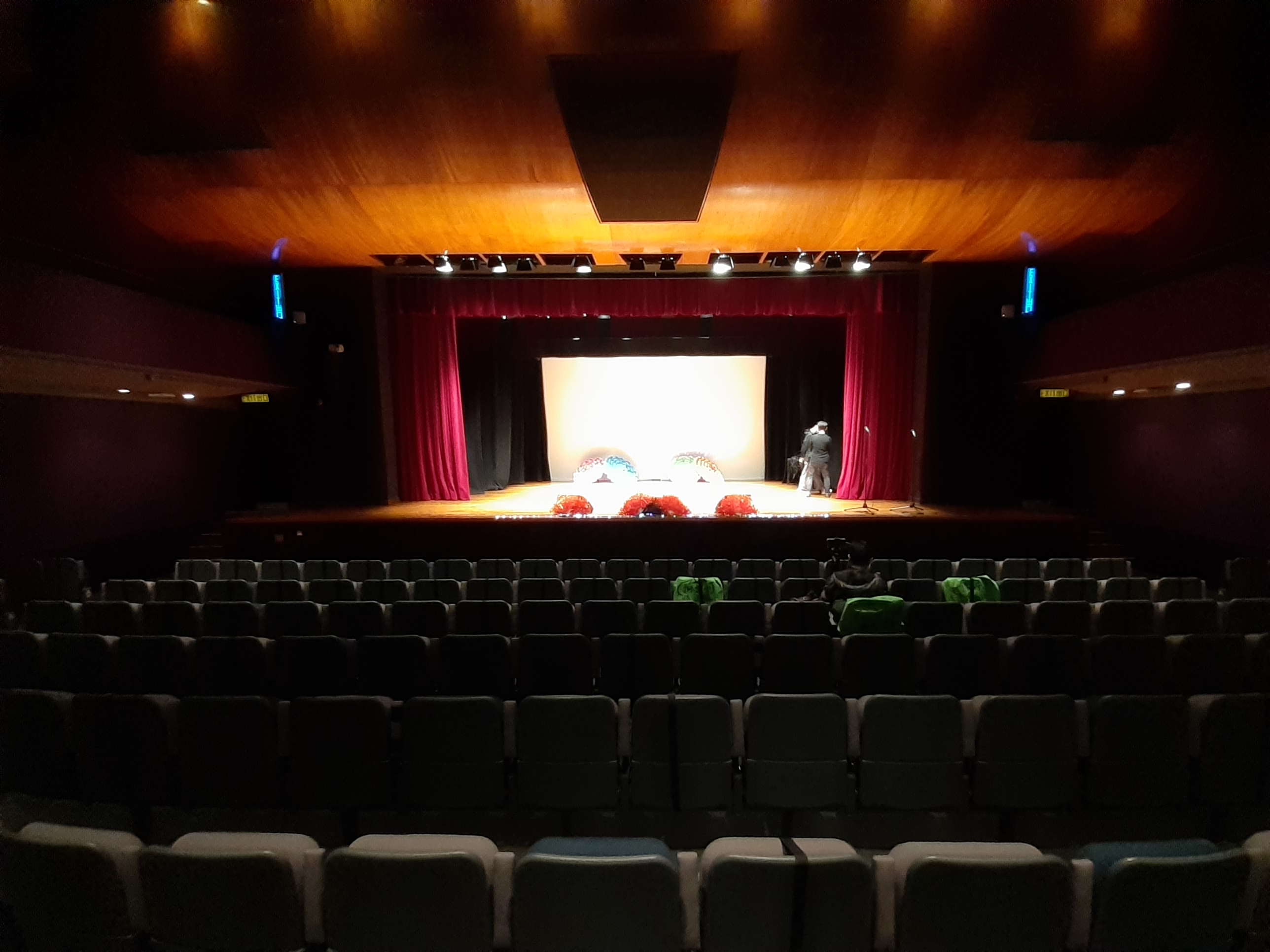
演奏廳

北區大會堂（英語：North District Town Hall）是香港北區的一座文娛中心，位於新界上水龍運街2號，於1982年2月28日落成啟用，毗鄰港鐵上水站、上水中心、上水廣場及上水巴士總站等。

## 設施

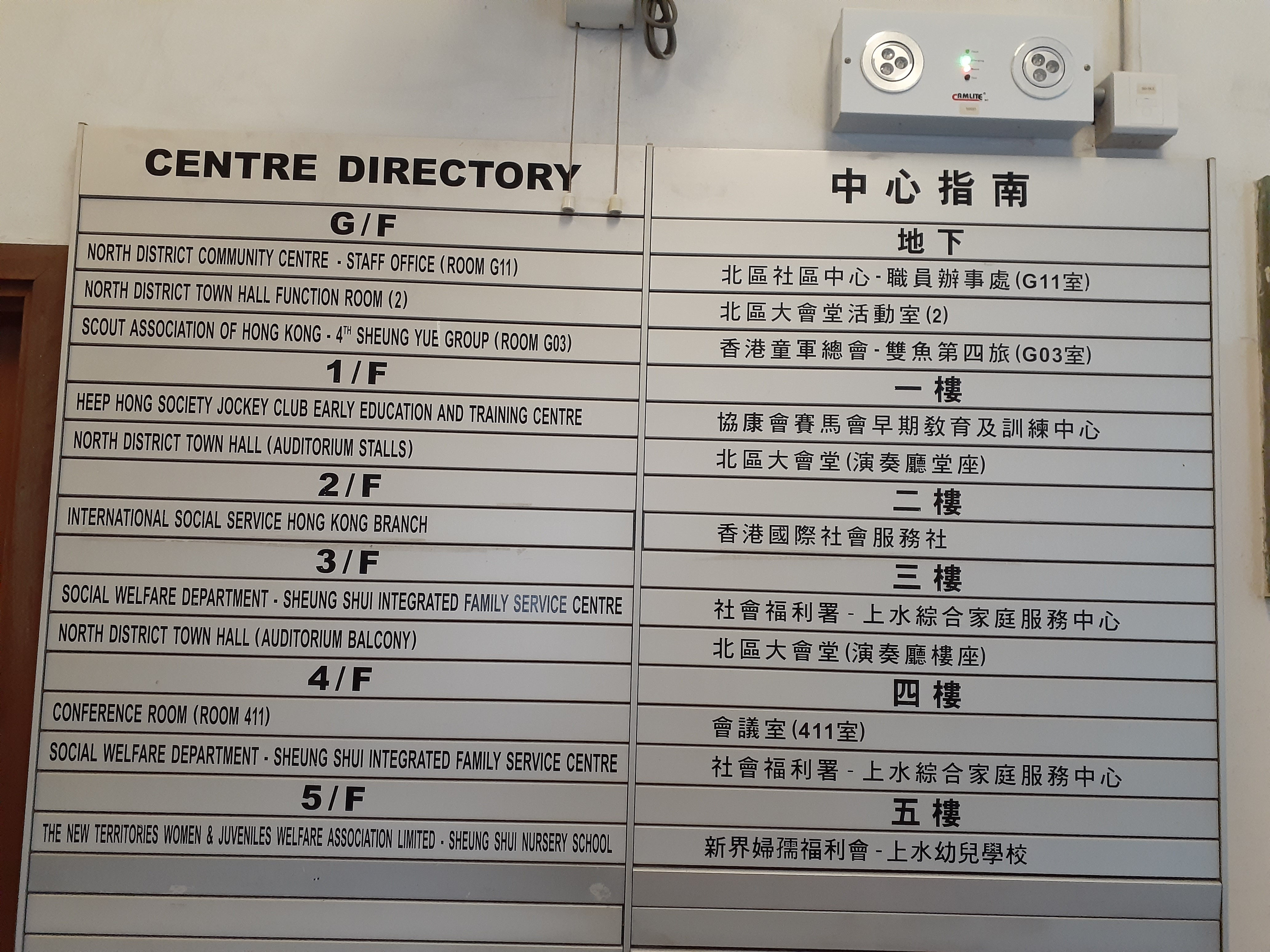
會堂各樓層用途

大會堂設容納456人的演奏廳和兩個活動室。

## 外部連結
- 北區大會堂 （页面存档备份，存于）